# 刘奕路
刘奕路（？—），女，美国华人电子工程师，美国弗吉尼亚理工大学教授，美国国家工程院院士，现任美国弗吉尼亚IEEE分部发展委员会主席团成员。

## 生平
1982年本科毕业于西安交通大学电机系高电压技术；1989年赴美留学，先后在美国俄亥俄州立大学获得硕士、博士学位；1990年起任教于美国弗吉尼亚理工和州立大学；

## 学术研究
主要从事人工智能在高电压及绝缘方面的应用、电能质量、电力电子及电力系统的暂态分析、Internet在电力方面的应用、变压器在线诊断系统等方面的研究。先后负责过32个科研项目，先后在各种国际技术杂志上发表论文70余篇，出版了四本英文专著。

## 荣誉
- 1993年获美国NSF Young Investigtor Award[3]
- 1994年获全美科学和工程领域最杰出研究以及教育年轻人才“1994年度总统奖”[2]
- 2003年被选为电气电子工程师学会会士（IEEE FELLOW）[1]
- 2016年被选为美国国家工程院院士[1]